# Pholcus hytaspus
Pholcus hytaspus là một loài nhện trong họ Pholcidae. Loài này được phát hiện ở Iran.